# Казначеев, Андрей Викторович
Андрей Викторович Казначеев (укр. Андрій Вікторович Казначеєв; род. 1975) — украинский тренер по плаванию; Заслуженный тренер Украины (2000), Заслуженный работник физической культуры и спорта Украины (2000), тренер высшей категории (2005).

## Биография
Родился 9 мая 1975 года в городе Славянске Донецкой области Украинской ССР.
В 1994 году окончил Славянский сельскохозяйственный техникум, а в 1997 году — Славянский государственный педагогический институт. По окончании университета начал работать учителем физического воспитания Славянской специальной общеобразовательной школы-интерната для слепых и слабовидящих детей.
С апреля 1998 года Андрей Казначеев работал тренером-преподавателем по плаванию в ДЮСШИ Донецкого областного центра «Инваспорт». С января 2000 года —  тренер, а с января 2003 года — старший тренер сборной Украины по плаванию с нарушениями зрения. В январе 2007 года стал главным тренером сборной Украины по плаванию с нарушениями зрения. С сентября 2010 года работает тренером-преподавателем в КДЮСШ города Славянска.
Воспитанники А. В. Казначеева стали неоднократными победителями украинских чемпионатов, чемпионами Паралимпийских игр, мира и Европы. В общей сложности он воспитал четырёх Паралимпийских чемпионов, четырёх заслуженных мастеров спорта, двух мастеров спорта международного класса. В числе его учеников есть Герой Украины, кавалеры орденов«За заслуги», «За мужество» и Княгини Ольги. Некоторые из них: Юлия Волкова — мастер спорта международного класса, кавалер ордена Княгини Ольги; Андрей Калина — мастер спорта международного класса, полный кавалер ордена «За заслуги»; Виктор Смирнов — Герой Украины, полный кавалер ордена «За мужество». 
Жена Андрея Казначеева — Светлана Михайловна — также является тренером и работает вместе с ним.

## Заслуги
- Был награждён «орденами князя Ярослава Мудрого» IV (2024)[6] и V степени (2021)
- Был награждён орденами «За заслуги» III степени (2004), II степени (2008) и I степени (2012).
- Почетный гражданин города Славянска (2012).
- Неоднократно был отмечен грамотами и благодарностями Верховной Рады Украины, Кабинета министров Украины, Министерства физкультуры и спорта Украины, Украинского и Донецкого областного центров «Инваспорт», Донецкого областного совета и областной госадминистрации, Донецкого областного управления физкультуры и спорта Украины, Славянского городского совета и исполкома.